# Benno Meyer-Wehlack
Benno Meyer-Wehlack (* 17. Januar 1928 in Stettin; † 16. Februar 2014 in Berlin-Charlottenburg) war ein deutscher Schriftsteller, Hörspiel- und Drehbuchautor.

## Biografie
Benno Meyer-Wehlack wuchs in Kiel, auf Hiddensee und in Berlin auf. Nach 1945 war er Schauspielschüler am Berliner Hebbel-Theater und Schlattenschammes bei Victor de Kowa an der Tribüne in Berlin. Meyer-Wehlack wurde gefördert durch und führte Freundschaft mit Marcus Behmer seit 1949. In dieser Zeit erschienen Feuilleton-Kurzgeschichten in Berliner Zeitungen, darunter die Neue Zeitung. Von 1959 bis 1961 war er Fernsehspieldramaturg beim SWF und von 1965 bis 1967 beim SFB. Die ersten Arbeiten deutscher Autorenfilmer nach 1945, von Regisseur Peter Lilienthal und Kameramann Michael Ballhaus, hatten Meyer-Wehlack zum Autor. Zwischen 1966 und 1967 arbeitete er als Dramaturgiedozent an der Film- und Fernsehakademie Berlin. Seit Ende der 1960er Jahre lebte er als freier Schriftsteller in Berlin. Er war mit der deutsch-kroatischen Schriftstellerin Irena Vrkljan verheiratet. Sie übertrug zahlreiche Texte aus dem (Serbo)-Kroatischen ins Deutsche.

## Werke

### Hörspiele
- Kreidestriche ins Ungewisse, NDR, 1954.
- Die Grenze, NDR, 1955.
- Das Goldene Rad, NDR, 1956.
- Der Aufbruch, SFB, 1957.
- Die Versuchung, NDR, 1957.
- Neun Monate, NDR, 1968.
- In diesem Augenblick, NDR/SWF/SFB, 1971.
- Ihre Pauline Golisch, SDR/SR, 1974.
- Das Bild, SWF, 1976.
- Im Namen seiner Heiligkeit - Duck dich, Johannes, SDR, 1976.
- Die Sonne des fremden Himmels, SDF/SFB, 1977.
- Jelka, SWF, 1977.
- Das Buch des Lebens, SDR, 1978.
- Der Johannisbrotbaum, SWF, 1979.
- Die Überraschung, SDR, 1980.
- Die Frau in Blau, SDR, 1981.
- Die Waldschenke, SDR, 1985.
- Was ich schon immer sagen wollte, SWF, 1986.
- Adressat Jana Cerna, SDR/NDR, 1987.
- Und Pony singt, SFB, 1990.
- Das Kraut im Taschentuch, SDR, 1991.
- Das fliehende Kind, SWF, 1995.
- Der alte Mann und das Stilleben, SWR, 1999.
- Noch wie immer, SWR, 2001.
- Sirovys Träume, WDR, 2004.

### Drehbuch
- Die Nachbarskinder, 1960, Regie: Peter Lilienthal. Kamera: Michael Ballhaus.
- Stück für Stück, Fernsehspiel, 1962, Regie: Peter Lilienthal.
- Randbezirk, 1963.
- Im Kreis, Fernsehspiel, 1970, Regie: Tom Toelle, einziger Darsteller: Heinz Bennent.
- Ein Vogel bin ich nicht, Fernsehspiel, 1971.
- Herlemanns Traum, Fernsehspiel, 1972, Regie: Tom Toelle.
- Artur, Peter und der Eskimo, 1973.
- Ulla oder die Flucht in die schwarzen Wälder, Fernsehspiel, 1974, Regie: Herbert Vesely.
- Der Weg nach Süden, 1975.
- Hans und Heinz Kirch, 1975, Regie: Günter Gräwert.
- Regina, Fernsehspiel, 1976, Regie: Gedeon Kovács, Darsteller: Werner Hinz.

### Buchveröffentlichungen
- Die Versuchung. Zwei Hörspiele, München: Hanser, 1958.
- Modderkrebse. Stück über einen Bau, Berlin: Klaus Wagenbach, 1971.
- Die Sonne der fremden Himmels, Stuttgart 1978.
- Ihre Pauline Golisch, Stuttgart 1978.
- Das Kinokind. Linolschnitte: Klaus Hohlfeld, Edition Mariannenpresse, Berlin 1980.
- Pflastermusik. Geschichten in Berlin und anderswo, Linolschnitte: Klaus Hohlfeld, München 1982.
- Das Theaterkind, Linolschnitte: Klaus Hohfeld, Edition Mariannenpresse, Berlin 1984. ISBN 3-922510-25-6.
- Zagrebacke bilježnice. Prosa, Zagreber Hefte, 1988.
- Ernestine geht. Roman, Jung und Jung Verlag, 2003.
- Schmale, windige Zeiten. Ein Briefwechsel (mit Marcus Behmer), Radierungen von Marcus Behmer und Horst Hussel, Edition Mariannenpresse, Berlin 2006.
- Hinter dem Zaun wuchs Rhabarber. Radierungen von Horst Hussel, Berlin: Verlag Haucke & Schmechel, 2008.
- Schlattenschammes ...oder Berlin am Meer. Erzählung aus dem Nachkrieg. Hrsg.: Hannes Schwenger, Berlin: Das Arsenal, 2015.

## Auszeichnungen
- 1957 wurde er mit dem renommierten Hörspielpreis der Kriegsblinden ausgezeichnet.
- 1959 Schiller-Förderpreis, Stuttgart.
- 1997 Marcotino-Freundschaftspreis.

Meyer-Wehlack war Mitglied des PEN-Zentrums Deutschland und der Berliner Akademie der Künste.